# 米爾科夫鄉 (奧爾特縣)
44°22′42″N 24°23′06″E / 44.3783°N 24.3851°E
米爾科夫鄉（羅馬尼亞語：Comuna Milcov, Olt），是羅馬尼亞的鄉份，位於該國南部，由奧爾特縣負責管轄，面積25平方公里，海拔高度158米，2007年人口1,735，人口密度每平方公里71人。